# Фантастикс
«Фанта́стикс» (англ. The Fantasticks) — офф-бродвейский мюзикл 1960 года авторства Харви Шмидта (музыка) и Тома Джонса (слова и либретто). Продюсером выступил Лоре Ното. В основе мюзикла лежит роман «Романтики» французского поэта и драматурга неоромантического направления Эдмона Ростана. Сюжет произведения сконцентрирован на отношениях влюблённых друг в друга Матта и Луизы, из живущих по соседству и враждующих семейств, отцы которых даже возвели между своими участками большую стену.
Премьера мюзикла состоялась 3 мая 1960 года в офф-бродвейском театре Sullivan Street Playhouse. Среди актёров первого состава — Джерри Орбах, Рита Гарднер, Кеннет Нельсон, Уильям Лэрсон и сам Том Джонс. Всего 7 мужских и одна женская роль. Занятые инструменты: пианино, арфа (или второе пианино), барабаны и контрабас.
Оригинальная постановка мюзикла продолжалась 42 года (по 12 января 2002 года), в течение которых состоялось 17 162 представления, что делает «Фантастикс» мировым рекордсменом по продолжительности и количеству постановок. За это время постановки мюзикла состоялись во всех штатах США и ещё в 76 странах.
На основе мюзикла было снято два фильма: первый (сокращённая телепостановка) в 1964 году (режиссёр Джордж Шэфер, в главных ролях — Джон Дэвидсон, Стэнли Холловей, Берт Лар, Рикардо Монтальбан и Сьюзан Уотсон) и второй в 1995 году (режиссёр Майкл Ритчи, в ролях — Джоэл Грей, Брэд Салливан, Жан Луиза Келли, Барнард Хьюз, Джонатон Моррис и Джоуи Макинтайр)

## Сюжет
Акт I
Два дома в неизвестном американском городке, сады между ними разделены стеной (часто изображается немым актером).
Таинственный бандит Эль Галло начинает рассказывать сюжет пьесы, который начинается в сентябре («Try to Remember»). Двое молодых людей, Мэтт и Луиза, живут по соседству и влюбляются друг в друга. Однако их отцы враждуют и приказывают им не разговаривать друг с другом. Луиза фантазирует о том, какие впечатления она хочет получить в своей жизни («Much More»). Затем Мэтт произносит речь о своей любви к Луизе, зовя её через стену в насмешливой литературно-героической манере («Metaphor»). Мэтт и Луиза взбираются на вершину стены и тайно переговариваются о романтической фантазии Луизы о том, как Мэтт спасает ее от похищения. Затем появляется отец Мэтта, мистер Хаклби, и рассказывает о своей философии жизни и садоводстве (не переливать). Он приказывает Мэтту войти в дом. Приходит отец Луизы, мистер Белломи, и излагает контрастирующую философию жизни и садоводства (много воды). Он приказывает Луизе вернуться в дом. Затем он звонит Хаклби, и двое старых друзей хвастаются своим умом, притворяясь, что враждуют, чтобы гарантировать, что их дети влюбятся. Они отмечают, что для манипулирования детьми нужно просто сказать «нет» («Never Say No»). Хаклби рассказывает Белломи о своем плане положить конец вражде, «похитив» Луизу профессиональным похитителем, чтобы Мэтт мог «спасти» ее и выглядеть героем.
Появляется наемный профессионал Эль Галло и предлагает отцам меню различных разновидностей похищения, которые он может имитировать («It Depends on What You Pay»). Решив не жалеть средств на любимых детей (в пределах разумного), отцы соглашаются на «первоклассную» сцену похищения. Приходит растрепанный старый актер с плохой памятью Генри Альбертсон со своим приятелем Мортимером, кокни, одетым как американский индеец. Эль Галло просит их помочь с инсценировкой похищения. Мэтт и Луиза возвращаются, чтобы рассказать о своей любви и намекнуть на физическую близость («Soon It's Gonna Rain»). Эль Галло и актеры врываются и разыгрывают сценарий похищения при лунном свете. Мэтт «побеждает» троих («Rape Ballet»). Вражда окончена, стена между домами снесена, а дети и отцы присоединились к живописной финальной картине («Happy Ending»). Эль Галло собирает сценические реквизиты, использованные при «похищении», и вслух задается вопросом, как долго влюбленные и их отцы смогут сохранять свои искусственно радостные позы. 
Акт II
Дети и отцы находятся в одних и тех же позах, но явно утомлены усилиями. Эль Галло отмечает, что то, что казалось романтичным при лунном свете, может потерять свое очарование при резком дневном свете. Он меняет луну на пылающее солнце. Отцы и влюбленные начинают жаловаться друг на друга, подмечая все недостатки, которые стали ярко видны при дневном свете («This Plum Is Too Ripe»). Дети пытаются вернуть романтическое настроение прошлой ночи и высмеивают своих отцов. В конце концов, в приступе досады Хаклби рассказывает, что похищение и вражда были фальшивыми. Мэтт и Луиза огорчены, и взаимные обвинения отцов быстро перерастают в настоящую вражду; они разбегаются по своим домам. Мэтт видит Эль Галло и в отчаянной попытке вернуть свою честь и любовь Луизы вызывает его на дуэль. Эль Галло легко обезоруживает Мэтта и ставит его в неловкое положение. Затем Мэтт и Луиза спорят; она называет его позером, а он называет ее ребячливой.
Мэтт жаждет покинуть провинциальный городок. Он и Эль Галло обсуждают его блестящее видение приключений («I Can See It»). Генри и Мортимер возвращаются и уводят Мэтта посмотреть мир. За месяц отцы отстроили стену. Они встречаются и грустно говорят о своих детях. Луиза подобна статуе и ничего не делает, только сидит и мечтает. Мэтт до сих пор не вернулся. Затем они поют о неопределенности воспитания детей по сравнению с надежностью огородничества («Plant a Radish»). Луиза видит, что Эль Галло наблюдает за ней, и заинтригована красивым и опытным бандитом. Импульсивно она просит его забрать её посмотреть мир. В длинном фэнтезийном эпизоде они демонстрируют серию романтических приключений под маской нереальности, в то время как на заднем плане Мэтт подвергается насилию и избиению со стороны Генри и Мортимера, изображающих ряд неприятных экзотических работодателей. Фантазии Луизы становятся все более безумными, утомительными и мрачно подчеркнутыми («Round and Round»).
Эль Галло велит Луизе собрать вещи в дорогу, но прежде чем она войдёт внутрь, он просит её отдать ему своё драгоценное ожерелье, реликвию её умершей матери, в качестве залога, что она вернётся. Когда она входит внутрь, Эль Галло обещает ей мир красоты и величия. В это время возвращается Мэтт, давая контрастную версию жестоких переживаний, которые можно пережить («I Can See It» (повторение)). Когда Луиза исчезает, Эль Галло поворачивается, чтобы уйти, раненый Мэтт делает жалкую попытку помешать ему причинить вред Луизе, но Эль Галло отбрасывает его и исчезает. Луиза возвращается и обнаруживает, что Эль Галло ушел с её ожерельем, и сидит в слезах. Эль Галло, как рассказчик, поэтически объясняет, что ему пришлось причинить вред Мэтту и Луизе, а также самому себе. Мэтт утешает Луизу и немного рассказывает ей о своем опыте, и они оба понимают, что все, чего они хотели, это быть друг с другом («They Were You»; «Metaphor» (повторение)), но теперь они понимают это более глубоко. Отцы радостно возвращаются и собираются снести стену, но Эль Галло напоминает им, что стена всегда должна оставаться («Try to Remember» (повторение)).